# Männiku jõgi
Männiku jõgi (Männikuån) är ett vattendrag i landskapet Pärnumaa i sydvästra Estland. Ån mynnar i Rigabuktens norra del vid byn Seliste och i Tõstamaa kommun. Den är 17 km lång.